# Omega Stereo
Omega Stereo es una emisora de radio panameña que trasmite en los 107.3 FM para las provincias de Panamá, Panamá Oeste y Chiriquí y 107.5 FM para provincias centrales. Sus estudios prinicipales están ubicados en Ciudad de Panamá.

## Historia
Creado en 1981, es una de las primeras emisoras comerciales en el país en la frecuencia modular. Desde sus inicios, su señal solo abarcaba Ciudad de Panamá y Chiriquí con sus trasmisores en el Cerro Azul y Volcán Barú respectivamente, luego fue añadida la señal en Coclé, Herrera, Los Santos y Veraguas. En 1996 fue creado el sitio web omegastereo.com convirtiéndose en la primera cadena centroamericana en trasmitir a nivel global a través de internet. También se caracterizó por trasmitir conteos musicales como Casey’s Top 40 de Casey Kasem y Rick Dees Weekly Top 40 de Rick Dees. Actualmente se puede escuchar en las frecuencias 107.3 FM de Panamá, Panamá Oeste y Chiriquí y 107.5 FM provincias centrales, como también online desde su sitio web.

## Programación
Omega Stereo trasmite programación informativa y musical. Además, durante los espacios libres de los programas, se emite música variada como Pop, Rock, R&B, Latino, entre otros.

### Programación Informativa
- Noticiero Omega Stereo: de lunes a sábado: 5:30 - 7:30 a.m.[4]
- En Perspectiva: de lunes a viernes: 7:30 - 8:30 a.m.[5]
- Altavoz: de lunes a viernes: 8:30 - 9:30 a.m.[6]
- Deportes y Punto: de lunes a viernes: 12:00 - 1:00 p.m.[7]
- Pauta en Radio: de lunes a viernes: 5:00 - 6:00 p.m.[8]

### Programación Musical
- Conéctate: de lunes a viernes: 1:00 - 3:00 p.m.[9]
- FriDates: viernes: 6:00 - 7:00 p.m.[10]
- Los Top Ten del Siglo 20: de lunes a viernes: 6:00 - 7:00 p.m.[11]
- Los Clásicos del Sábado: Sábados: 7:30 a.m. - 2:00 p.m.[12]
- Hit Parade Omega: Domingos: 10:00 a.m. - 12:00 p.m.[13]
- Super Stars: Domingos: 12:00 - 6:00 p.m.[14]